# أمبير داون
أمبير داون كاتبة كندية وُلدت سنة 1974. فائزة بجائزة دايني أوغيليف المقدمة من طرف وكالة الكتاب الكندية سنة 2012 عن كتاباتها المتعلقة بالمثلية والتحول الجنسي.
داون المنحدرة من فانكوفر ببولاية كولومبيا البريطانية، نشرت روايتها الأولى بعنوان الزهرة السفلية (بالإنجليزية: Sub Rosa) سنة 2010. حيث فازت الرواية بجائزة لامدا للكتابات الأدبية الخيالية المتعلقة بمواضيع المثلية.
عملت داون في الإخراج من خلال مهرجان فانكوفر كير للفيلم الذي تولت إخراجه لأربع سنوات متتالية آخرها سنة 2012.

## مؤلفاتها
| العنوان                                             | تاريخ النشر |
| --------------------------------------------------- | ----------- |
| بلسان خشن: نساء إعداد الإباحية                      | 2005        |
| أول ما من السيدة العنكبوت:: حكايات من الخوف والرغبة | 2009        |
| الزهرة السفلية                                      | 2010        |
| كيف للشعر أن يحمي حياتي                             | 2013        |
| أين تنتهي كلماتي ويبتدأ جسدي                        | 2015        |